# 自炊

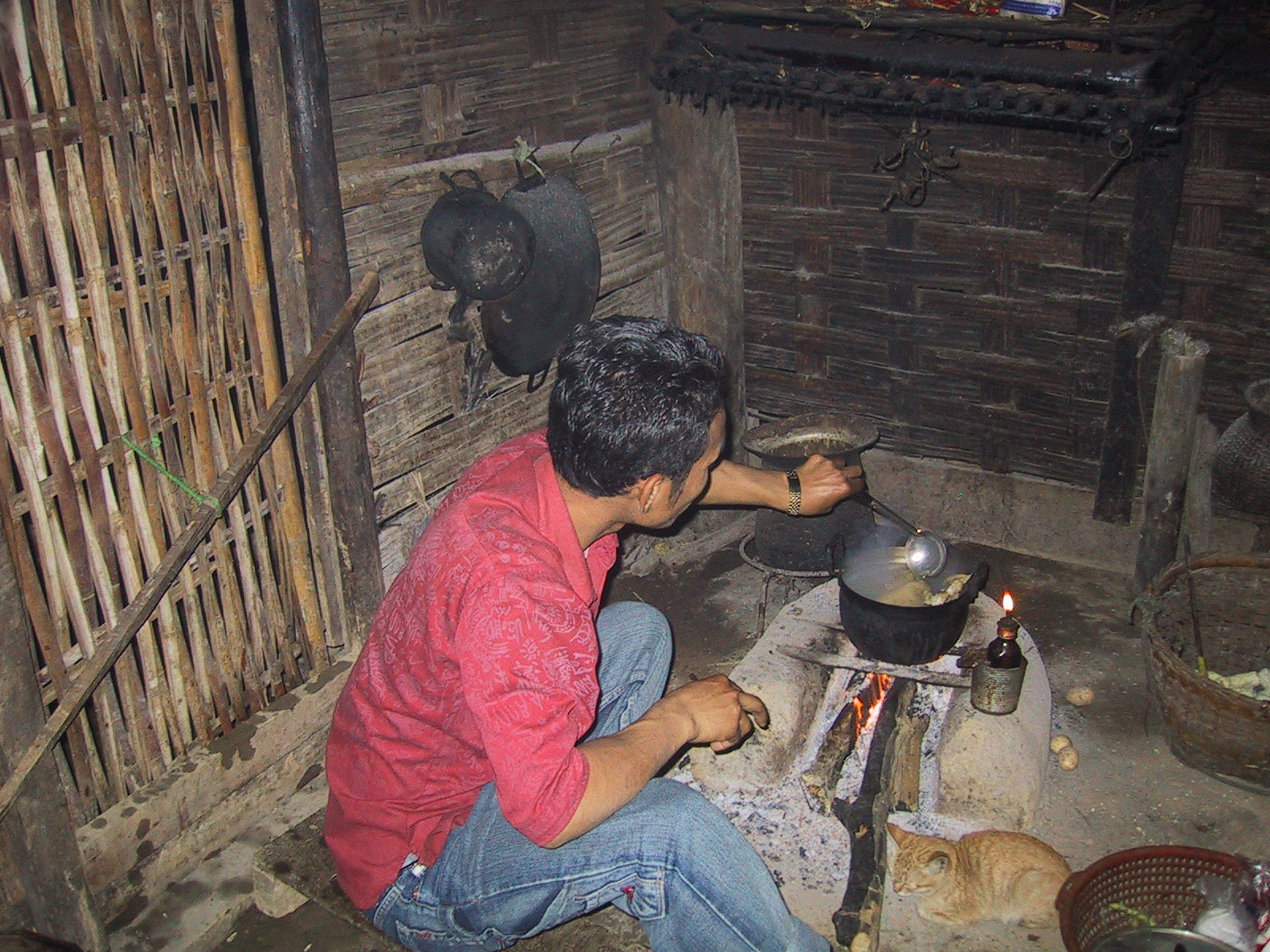
自宅で調理するラオス人男性

自炊（じすい）とは、自分の食事のために自ら炊事、つまり調理を行うことである。
反対語には、レストランなどで食事する外食や、飲食店から調理済みの料理を届けてもらう出前が挙げられる。また近年では炊飯器や冷蔵庫・電子レンジといった調理器具の発達と普及、レトルト食品や出汁製品などの調理工程を省略する製品の普及に伴い、自炊に掛かる手間が省けた結果、比較的忙しい人でも、ある程度は自分でご飯を炊いたり、休日などに作って冷凍しておいた料理を解凍して食べられるなどという傾向も見られる。ただ、コンビニエンスストアなどでは調理済みで電子レンジに入れ加熱するだけで美味しく食べられる弁当が比較的安価に販売されていることもあり、独身者の中でも自炊する人は限られる傾向が強く、まして自分の昼食用の弁当までもを自炊で作って職場ないし学校などへ持っていく人は稀である。費用対効果では自炊が最も高い傾向にある。

## あいまいな定義
現代では、レトルト食品や冷凍食品、インスタント食品といった調理済食品の普及に伴って、調理の手間は軽減されるようになっている。しかし、それら調理済の加工食品だけを食事とする場合は、自炊の範疇には含まれない傾向がある。一般的には、自ら調理する場合にのみ「自炊」とされるが、単身者が外食をせずにインスタント食品ばかり摂取していても、自炊と説明することもあり「自炊」の境界線はあいまいである。なお、調理済み食品の購入や弁当・惣菜のテイクアウトやデリバリーなど「家庭外で調理された食品を家庭や職場に持ち帰って食べる食事形態」を定義する語としては中食がある。

## 自炊のメリット・デメリット
自炊では、食材の吟味から調理・盛り付けないし保存までを自分で行うため、一般の飲食店や既存の商店で売られている惣菜などと比べると、以下のような利点が発生する。

### メリット
- 自分の味の好みに合わせやすい。
  - 食べる量にあわせて盛り付けでき、無駄が少ない。
  - 良い食材を探して利用することで、質の向上が見込める。
  - 安価な材料（タイムサービス品など）を利用すれば、安価に押さえられる。
  - 調理済みの食品より、人的コストが含まれない分、安価である。
  - 好物や偏食に対応させやすい。
- 料理の内容が選べる。
  - 保存食や大量生産の加工食品に含まれる食品添加物が避けられる。
  - 特定の食品（アレルゲンなど）を含まない、自分にあった食事が得られる。

自分の好みや必要に応じて、様々に工夫を凝らす余地が有るため、食に関心のある人には適切といえよう。近年では一人暮らしの自炊に対応して、カット済み野菜といったモノも出回っており、これらを利用するだけでも随分と様変わりする料理も少なくない。また様々な食材・香辛料・調味料も日本では入手しやすくなっているため、凝った料理にも挑戦しやすい。

### デメリット
- 手間がかかる。
  - 調理の手間がかかる。
  - 各々の食材を買い揃える買物の手間が掛かる。
- 全部自分で作ろうとすると、意外とコストがかかりがちである。
  - 一人暮らしでは、まとめ買いしても一度に食べきれないため、賞味期限がきれてしまう食材が出る。
  - 少量ずつ買うと、パック詰めの手間が掛かっている分、それら容器代が食材に上乗せされていたりして、実はあまり安くない場合がある。
- 失敗すると、食用に堪えないようなものになってしまう。
- ある程度保存の利く食材ばかりを取り揃えると、栄養が偏る傾向が出てしまう。
- 料理のレパートリーが少ない場合など、栄養が偏る傾向が出てしまう。

特に賞味期限（生鮮食品の場合は消費期限）の問題は切実で、冷蔵庫内に「危険な状態になっている元食材」がある場合に、食中毒の危険も発生するほか、食材を計画性無く買ってなお賞味期限を守ろうとすると、お裾分けしたりするという手もあるが期限切れ間近な食材消費のためだけに過剰に食べざるを得なくなる事態になりかねない。また料理の腕にも絡むため、例えば同じ食材でも「美味しい地中海風パエリア」になるか、「何だか解らないごった炒め」になるかという問題も発生する。